# El Embocadero, Veracruz
El Embocadero är en ort i Mexiko.   Den ligger i kommunen Ilamatlán och delstaten Veracruz, i den sydöstra delen av landet, 180 km norr om huvudstaden Mexico City. El Embocadero ligger 325 meter över havet och antalet invånare är 224.
Terrängen runt El Embocadero är huvudsakligen kuperad. El Embocadero ligger nere i en dal. Runt El Embocadero är det ganska tätbefolkat, med 58 invånare per kvadratkilometer. Närmaste större samhälle är Xochiatipan de Castillo, 10,4 km öster om El Embocadero. I omgivningarna runt El Embocadero växer i huvudsak städsegrön lövskog.